# Kanton Chorges
Kanton Chorges (fr. Canton de Chorges) je francouzský kanton v departementu Hautes-Alpes v regionu Provence-Alpes-Côte d'Azur. Tvoří ho osm obcí.

## Obce kantonu
- Bréziers
- Chorges
- Espinasses
- Prunières
- Remollon
- Rochebrune
- Rousset
- Théus